# فرودگاه رامپارت
 فرودگاه رامپارت (به انگلیسی: Rampart Airport) یک فرودگاه همگانی بهره‌برداری هوایی با کد یاتا RMP است که یک باند فرود شن دارد و طول باند آن ۱۰۶۷ متر است. این فرودگاه در کشور ایالات متحده آمریکا قرار دارد و در ارتفاع ۹۲ متری از سطح دریا واقع شده است.